# Anikon Tursunzoda
Anikon Tursunzoda (tadż. Клуби футболи «Аникон» Турсунзода) – tadżycki klub piłkarski, mający siedzibę w mieście Tursunzoda, na zachodzie kraju.

## Historia
Chronologia nazw:
- 2002: Anikon Tursunzoda (ros. «Аникон» Турсун-Заде)

Piłkarski klub Anikon został założony w miejscowości Tursunzoda w 2002 roku. W 2002 zespół debiutował w rozgrywkach Wyższej Ligi Tadżykistanu. W debiutanckim sezonie zajął 8. miejsce w końcowej klasyfikacji. Jednak w następnym sezonie nie przystąpił do rozgrywek i potem klub został rozformowany.

## Sukcesy

### Trofea międzynarodowe
Nie uczestniczył w rozgrywkach azjatyckich (stan na 31-12-2015).

### Trofea krajowe
| \| \| Zdobyte trofea w rozgrywkach Tadżykistanu (stan na: 31-12-2015) \| |                                                                 |      |          |
| Rozgrywki                                                                | Osiągnięcie                                                     | Razy | Sezon(y) |
| Mistrzostwo                                                              | I miejsce                                                       | 0    |          |
| Mistrzostwo                                                              | II miejsce                                                      | 0    |          |
| Mistrzostwo                                                              | III miejsce                                                     | 0    |          |
| Mistrzostwo                                                              | 8. miejsce                                                      | 1    | 2002     |
| Puchar                                                                   | zdobywca                                                        | 0    |          |
| Puchar                                                                   | finalista                                                       | 0    |          |
| II liga                                                                  | I miejsce                                                       | 0    |          |
| II liga                                                                  | II miejsce                                                      | 0    |          |
| II liga                                                                  | III miejsce                                                     | 0    |          |
| Tadżykistan                                                              | Zdobyte trofea w rozgrywkach Tadżykistanu (stan na: 31-12-2015) |      |          |

## Stadion
Klub rozgrywał swoje mecze domowe na stadionie Metałłurg w Tursunzodzie, który może pomieścić 15 000 widzów.